# Ley de protección de glaciares
La Ley 26.639 de la Nación Argentina, más conocida como Ley de protección de glaciares, establece los presupuestos mínimos para la protección de los glaciares y del ambiente periglacial con el objetivo de preservarlos como reservas estratégicas de recursos hídricos para el consumo humano; para la agricultura y como proveedores de agua para la recarga de cuencas hidrográficas; para la protección de la biodiversidad; como fuente de información científica y como atractivo turístico.
En 2010 el Congreso de la Nación aprobó la ley 26639 y en octubre de 2010 se promulgó. La ley fue reglamentada por el decreto 207/2011 el 28 de febrero de 2011 estableciéndose los presupuestos mínimos y la inmediata confección de un inventario de glaciares. La ley regula las actividades permitidas en los glaciares y su entorno, prohibiendo absolutamente las actividades industriales y mineras, la construcción de obras de arquitectura e infraestructura (con excepción de las científicas) y la liberación de sustancias contaminantes sin importar el volumen de las mismas.
El Gobierno nacional firmó un convenio con el CONICET para la realización del inventario de glaciares y se convocó al Instituto Argentino de Glaciología y Nivología (Ianigla), unidad del CONICET con sede en Mendoza. Participaron además la Universidad Nacional de Cuyo y los Gobiernos de Mendoza y San Juan, como autoridad de aplicación. El relevamiento estableció, en 2018, que existen en el país 16.968 cuerpos de hielo que ocupan una superficie de 8.484 km².

## Contenido de la ley

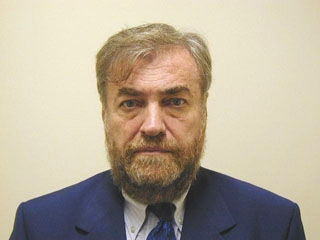
Miguel Bonasso, impulsor de la ley vetada.

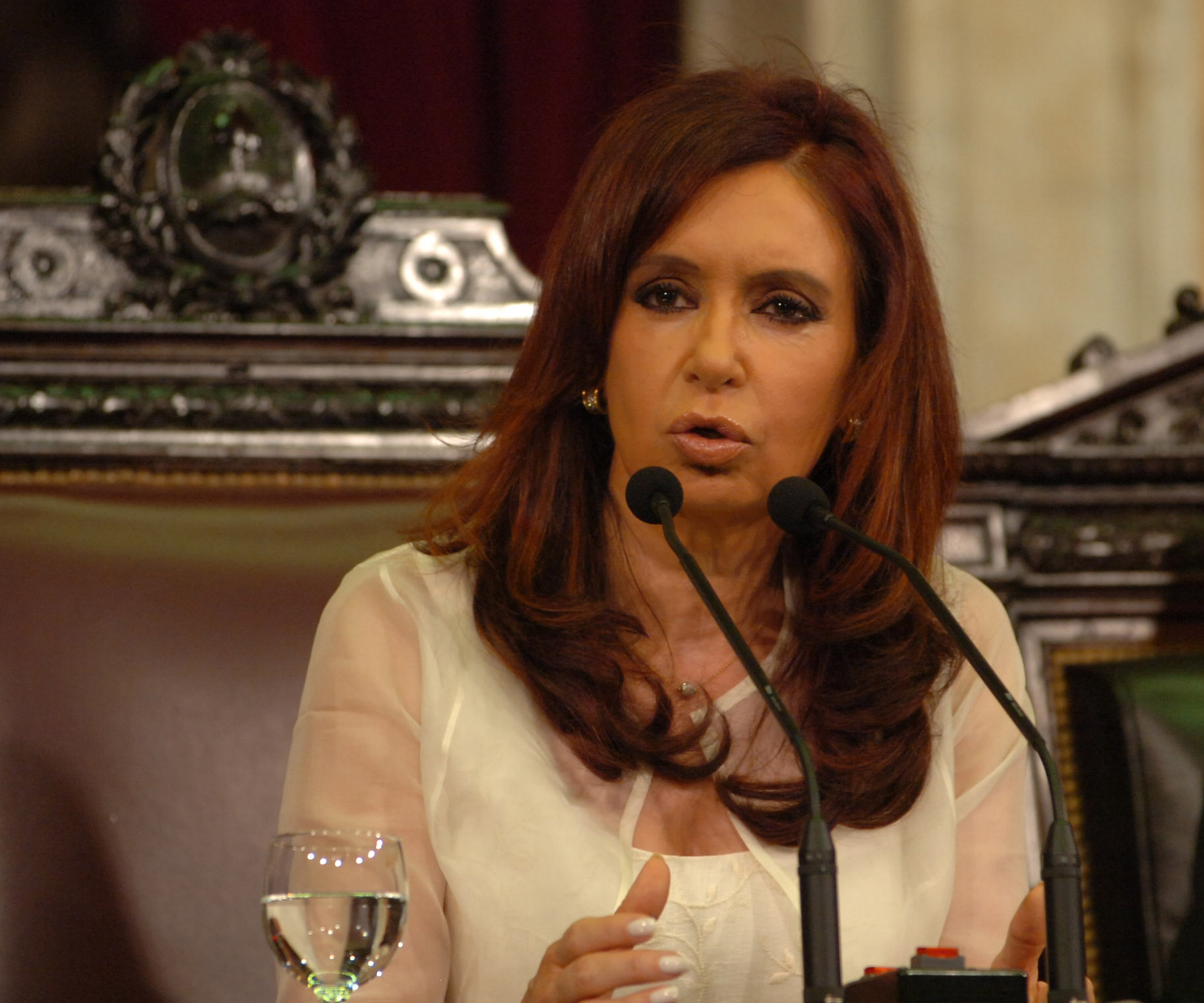
Cristina Fernández vetó la ley dictada por Bonasso.

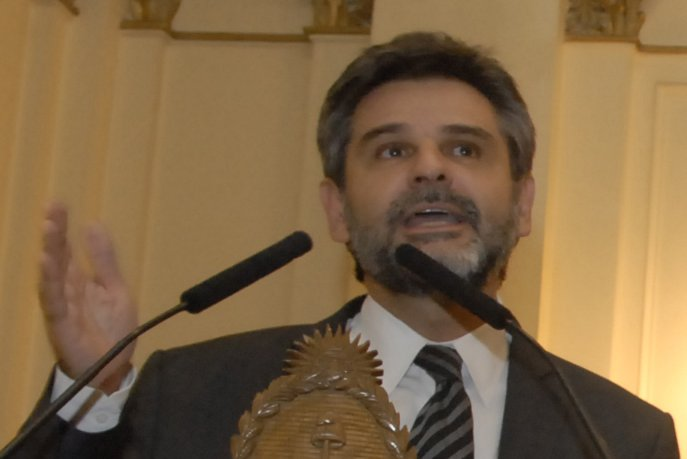
Daniel Filmus realizó cambios en la ley para poder obtener mayor apoyo.

La norma tiene por objeto establecer los presupuestos mínimos para la protección de los glaciares y del ambiente periglacial con el objeto de preservarlos como reservas estratégicas de recursos hídricos para el consumo humano; para la agricultura y como proveedores de agua para la recarga de cuencas hidrográficas; para la protección de la biodiversidad; como fuente de información científica y como atractivo turístico constituyendo a los glaciares como bienes de carácter público.
Prohíbe la liberación de elementos contaminantes y la exploración minera e hidrocarburífera en los glaciares y periglaciares; y ordena realizar un inventario de glaciares completo cada cinco años, y a que, antes del 30 de marzo de 2011, se relevarán las zonas prioritarias, donde existen emprendimientos industriales.
En el artículo 15.º -“Disposiciones Transitorias”- se establece que en un plazo no mayor a ciento ochenta días deberá realizarse el Inventario Nacional de Glaciares, donde se individualizarán todos los glaciares y geoformas periglaciares que actúan como reservas hídricas existentes en el territorio nacional, sobre aquellas zonas en las cuales se estén desarrollando actividades prohibidas expresamente en artículo 6° de la ley 26.639.

## Historia
En los años de la presidencia de Néstor Kirchner se construyó la mina de Veladero; un megayacimiento de oro de la empresa transnacional Barrick Gold, en la provincia de San Juan, que generó una controversia en la opinión pública por la contaminación del medio ambiente, y por el excesivo consumo de agua y la gran cantidad de espacio utilizado para el desarrollo del proyecto. Además se abrieron minas en las provincias de Santa Cruz, Chubut, Jujuy y otras, que provocaron quejas de muchos vecinos de las poblaciones aledañas al proyecto y de organizaciones ambientalistas, por el posible daño al ambiente que podrían provocar, temiendo fundamentalmente por la contaminación del agua de los glaciares con cianuro, elemento este que se utiliza en la extracción de minerales en minas a "cielo abierto". Los gobiernos de las provincias mineras y el gobierno nacional mantuvieron en cambio una postura a favor de la explotación minera.
En 2008 el diputado Miguel Bonasso, en aquel entonces perteneciente al partido oficialista del Frente para la Victoria, impulsó la ley 26.418 de protección a los glaciares que fue aprobada por mayoría en la Cámara de Diputados (136 votos afirmativos, 3 abstenciones y 121 ausencias). Pero el 10 de noviembre de 2008, se publicó en el Boletín Oficial el decreto 1837/08, a través del cual la presidenta vetó esa ley 26.418. Este fue el primer veto total de una ley por parte de la presidenta Cristina Fernández, quien adujo que la ley excedía el alcance de las facultades reservadas a la Nación en el artículo 41 de la Constitución Nacional. Los glaciares constituyen bienes de carácter público. Poco después de este veto Bonasso retiró su apoyo al gobierno y se integró en 2010 al interbloque del Movimiento Proyecto Sur.
Después de cambios realizados a la norma por el senador oficialista Daniel Filmus, fue aprobada el 30 de septiembre de 2010 por el Congreso, esta vez dividido. Recién en marzo de 2011 la reglamentó el poder ejecutivo nacional publicándola en el boletín oficial.

## Aplicación de la ley
La Ley 26.639 se aplicó por primera vez el 23 de noviembre de 2010 en el caso “Caminatta Juan Carlos c/Provincia de Neuquén ex.10414/10”. Se trata de un amparo ambiental interpuesto ante la cesión que realizó el gobierno de Neuquén de una zona ambiental protegida a una empresa de energía. El 23 de noviembre del 2010, la jueza de primera instancia Dra. Ivonne San Martín, de Zapala, suspendió toda actividad de exploración, explotación, construcción u operación relacionada con el proyecto geotérmico de Copahue. Ante la falta de un inventario de glaciares se aplicó el principio precautorio frente a un posible daño ambiental irreversible, al considerar que existirían formaciones de hielo en la zona, que se encontrarían alcanzados por la ley 26.639, de preservación de los glaciares y del ambiente periglacial. Este fallo fue apelado por el Gobierno de la provincia del Neuquén ante Cámara de Apelaciones de Zapala y en diciembre de 2010 dicha Cámara confirmó la medida cautelar oportunamente dictada por la Dra. San Martín. El caso llegó hasta el Tribunal Superior de Justicia de la provincia del Neuquén, quien finalmente lo revocó fundamentándose  en el tecnicismo que el amparista residía en Loncopué, es decir a 40 km de la zona afectada (Caviahue-Copahue). La Asamblea de Vecinos Autoconvocados de Caviahue, con el patrocinio letrado de la Dra. Cristina Montserrat Hendrickse, presentaron un nuevo amparo ante la jueza San Martín bajo la idea de que la empresa “resulta violatorio” de la Ley de Glaciares.
El Gobierno nacional firmó entonces un convenio con el CONICET para la realización del inventario de glaciares y se convocó al Instituto Argentino de Glaciología y Nivología (Ianigla), unidad del CONICET con sede en Mendoza. Participaron además la Universidad Nacional de Cuyo y los Gobiernos de Mendoza y San Juan, como autoridad de aplicación. En esta primera etapa se relevaron 4000 cuerpos de hielo en distintas subcuencas de las provincias de Catamarca, Mendoza, Río Negro, Chubut, Santa Cruz y Tierra del Fuego. En total, la sumatoria de estos cuerpos cubre una superficie mayor a 3700 km², más de 17 veces el tamaño de la Ciudad Autónoma de Buenos Aires. También se firmó un convenio para que los relevamientos sean sometidos a una auditoría externa por parte de expertos nacionales o internacionales, entre ellos del Centre National de la Recherche Scientifique (CNRS) de Francia. en total Argentina cuenta con 16 968 cuerpos que representan 8484 kilómetros cuadrados cubiertos de hielo, siendo el segundo país de América Latina con más glaciares y uno de los 15 países del mundo con más cuerpos de hielo.
El tema de las empresas mineras en la Argentina comenzó a conocerse más tanto en el país como en el exterior a partir de la protesta de los habitantes del poblado de Famatina, quienes lograron frenar dos veces un proyecto megaminero en la zona, primero cuando lo intentó la empresa Barrick Gold, luego cuando lo intentó la empresa Osisko Mining Corporation, y a pesar de no contar con la oposición del gobierno provincial. En el caso del yacimiento Bajo de la Alumbrera, en Tinogasta, Catamarca, pobladores de la zona contrarios a la explotación minera que impedían el pase de camiones relacionados con la minería por la ruta, fueron desalojados por la policía de manera violenta en febrero de 2012.
Barrick Gold y los gremios mineros habían conseguido una medida cautelar en la justicia de la Provincia de San Juan y la empresa continuaba operando. Pero en julio de 2012 la Corte Suprema de la Nación puso en vigencia la ley de glaciares y dejó sin efecto la medida cautelar que paralizaba su aplicación. Además ordenó que se realizara un inventario de los glaciares y las áreas de periglaciares y una auditoría sobre la actividad industrial que realiza la minera Barrick Gold para determinar si su labor industrial afecta alguna zona protegida. En junio de 2019 la Corte declaró la constitucionalidad de la ley de glaciares, cerrando la causa iniciada por Barrick Gold.
En mayo de 2018 presentaron el Inventario de glaciares, que establece que en el país existen 16.968 cuerpos de hielo que ocupan una superficie de 8.484 km².

## Críticas a la ley aprobada y su implementación
Como el proyecto del diputado Miguel Bonasso fue vetado por el Poder Ejecutivo, el Senador Nacional Daniel Filmus, oficialista, lo volvió a presentar con cambios que no fueron del agrado de los que habían presentado el primer proyecto. Para Bonasso, el principal punto de discusión entre ambos proyectos es la definición de lo que es el área periglaciar: 

Con la definición que quiere establecer el Gobierno, se le permitirá a la Barrick Gold seguir explotando a cielo abierto en Pascua Lama y contaminando las principales reservas de agua dulce que existen.

Otra de las principales críticas provino de la Asociación Argentina de Abogados Ambientalistas. Ellos afirman que los cambios achican el alcance de la norma y el bien jurídico tutelado, reduce las zonas donde van a regir las prohibiciones de la ley y el área de acción, estudio e intervención del Inventario Nacional de Glaciares, incorpora como Servicio Ambiental de los glaciares y del ambiente periglacial la reserva de recursos hídricos para las "actividades industriales", elimina la obligación de realizar una Evaluación Ambiental Estratégica, incorpora a las autoridades provinciales en la confección del Inventario Nacional de Glaciares, y establece plazos determinados para la realización de las Auditorías Ambientales sobre los emprendimientos actualmente en ejecución.
En febrero de 2013 el diputado por la provincia de La Rioja, Julio Martínez, (de la Unión Cívica Radical) aseguró que no existía presupuesto para que durante ese año se concretase el inventario por parte del Ianigla. Explicó que "darle presupuesto significa que el Ianigla tenga plata para contratar técnicos, comprar vehículos y equipamiento adecuado para subir a la montaña. Son 11 provincias argentinas y casi 4 mil kilómetros de Cordillera donde hay que ir a buscar glaciares. Y el Ianigla no tiene posibilidad de hacerlo porque carece de medios económicos". Además afirmó que se estaba liberando a las provincias la potestad de contar los glaciares dentro de sus fronteras, dejando así, según Martínez, a Luis Beder Herrera (gobernador de la La Rioja) y a José Luis Gioja (gobernador de la San Juan), "que son los mismos gobernadores que dicen que no hay glaciares. O a Lucía Corpacci, que fue quien realizó represiones por pedido de la Minera Alumbrera".